# NGC 4201
NGC 4201 је лентикуларна галаксија у сазвежђу Девица која се налази на NGC листи објеката дубоког неба.
Деклинација објекта је - 11° 35' 0" а ректасцензија 12h 14m 41,9s. Привидна величина (магнитуда) објекта NGC 4201 износи 13,6 а фотографска магнитуда 14,6. NGC 4201 је још познат и под ознакама MCG -2-31-24, IRAS 12120-1118, PGC 39120.